# 仄武达仄聂
仄武达仄聂，马来西亚政治人物，伊斯兰党，曾经为吉打州锡区国会议员 。